# Triple Oppression
Triple Oppression oder auch Dreifachunterdrückung ist ein Begriff für mehrfache und gleichzeitige Unterdrückung bzw. Diskriminierung aufgrund der geschlechtlichen, ethnischen und klassenspezifischen Zugehörigkeit (Sexismus, Rassismus, Klassismus). Eine weitere Bezeichnung ist Race-Class-Gender-Unterdrückung.

## Geschichte
Ein wichtiger Schritt zur Entwicklung der Mehrfachunterdrückungshypothese war ein Zusammenschluss in den USA von lesbischen schwarzen radikalen Feministinnen zum Combahee River Collective. In ihrem 1977 erschienenen Manifest wurde sowohl der Androzentrismus der schwarzen Bürgerrechtsbewegung kritisiert als auch die Beschränkung des Feminismus auf die Bedürfnisse der weißen Mittelschichtsfrauen. Ihnen ging es darum, die spezifischen Unterdrückungserfahrungen schwarzer Frauen in den Mittelpunkt zu rücken. Im Südafrika der 1980er Jahre wurden ähnliche Ansätze innerhalb des radikalen Flügels der Anti-Apartheid-Bewegung breit diskutiert, so innerhalb des links vom ANC stehenden National Forum.
Im deutschsprachigen Raum wurde die Mehrfachunterdrückung zunächst in der feministischen Bewegung diskutiert. Nennenswert ist hier vor allem die Publikation Scheidelinien. Über Sexismus, Rassismus und Klassismus der niederländischen Feministin Anja Meulenbelt.
Innerhalb der linksradikalen autonomen Szene wurde die Triple-Oppression-Theorie Mitte der 1990er Jahre intensiv diskutiert anhand des Buches Drei zu Eins. Klassenwiderspruch, Rassismus und Sexismus. Die Theorie dreier sich gegenseitig beeinflussender Mechanismen löste weitgehend die zuvor in autonomen Zusammenhängen verbreitete These des „Hauptwiderspruchs Kapitalismus“, dem andere gesellschaftliche Herrschaftsverhältnisse (insbesondere Rassismus und Patriarchat; auch als „Nebenwidersprüche“ bezeichnet) untergeordnet wären, ab und wird häufig auch im Rahmen der Subsistenztheorie angeführt.
Eine Erweiterung der Mehrfachunterdrückungsthese findet sich in der Intersektionalitätsforschung (von Intersektion = Überschneidung). Die Intersektionalitätsforschung geht von zahlreichen verschiedenen Unterdrückungsformen bzw. „bipolaren hierarchischen Grenzlinien“ aus.

## Triple Oppression nach Klaus Viehmann
Klaus Viehmann empfiehlt, Herrschaft gegenüber Frauen, Schwarzen und Arbeitern in der Metapher des Netzes zu denken:

„Das Denkmodell einer netzförmig angelegten Herrschaft ist als Vorstellungsbehelf gar nicht schlecht.
Die Maschen des Netzes sind weiter (Metropole) oder enger (Trikont). Die Fäden älter (Patriarchat) oder neuer (Kapitalismus). Stabiler (in der BRD z.B.) oder schwächer (in Mittelamerika z. B.). Die Fäden bilden unterschiedliche Knoten (Rassismen sind anders mit Kapitalismus verbunden als das Patriarchat usw.) und das Netz wird von manchen repariert und neu geknüpft (Kapital, Staat, Weiße, Männer), um andere zu fesseln (Frauen, Schwarze, ArbeiterInnen), und [diese] zerreißen es, so gut sie können.
Die Vorstellung einer netzförmigen Herrschaft, in der jeweils bei jedem Faden und Knoten Oben und Unten erhalten bleibt, aber keine alleinige Ursache, kein Hauptwiderspruch mehr vorausgesetzt wird, berührt auch die Frage nach dem revolutionären Subjekt.
Wenn es nicht mehr aus einer Dualität, aus einer einzigen letztlichen Ursache abgeleitet werden kann, dann kann auch keiner Gruppe von Unterdrückten mehr eine privilegierte Avantgardeposition zugewiesen werden.“

## Kritik
Kritisiert wird am Triple-Oppression-Ansatz unter anderem, dass Unterdrückungsformen wie Heterosexismus, Behindertenfeindlichkeit oder Speziesismus nicht vorkommen. Auch könne Antisemitismus nicht einfach nur als Rassismus betrachtet werden. Von kritisch-marxistischer Seite wird am Triple-Oppression-Ansatz kritisiert, dass dieser den Kapitalismus eher als bloßes Unterdrückungsverhältnis zwischen Bourgeoisie und Proletariat und nicht als Gesellschaftsformation oder Produktionsweise analysiert, in welcher Patriarchat, Rassismus etc. unlösbar eingebundene beziehungsweise konstitutive Bestandteile seien, und dass der Ansatz die Verbindungen zwischen den spezifischen Formen von Unterdrückung und Ausbeutung eher verschleiere.